# Berdorf
Berdorf (lb. Bäerdref, Bäertref) − gmina (gemeng / commune / Gemeinde) w środkowym Luksemburgu, w kantonie Echternach. Do 3 października 2015 gmina leżała w dystrykcie Grevenmacher. Siedziba administracyjna gminy znajduje się w miejscowości Berdorf.

## Podział administracyjny
Do gminy należy 16 miejscowości, w tym pięć (Uertschaft) oraz jedenaście lieu-dit:
1. Berdorf (Bäerdref)
2. Birkelt (Bierkelt), lieu-dit
3. Bollendorf-Pont (Bollenduerfer Bréck / Bollendorferbrück)
4. Ferme Dostert (Douschterterhaff / Dosterthof), lieu-dit
5. Grundhof (Grondhaff)
6. Halsbach (Haalsbaach), lieu-dit
7. Hammhof (Hammhaff), lieu-dit
8. Heisbich (Heeschbech), lieu-dit
9. Hungershof (Hongeschhaff), lieu-dit
10. Kalkesbach (Kalkesbaach)
11. Langent (Laangent), lieu-dit
12. Laufenwehr (Lafewier), lieu-dit
13. Posselt, lieu-dit
14. Schleiterhof (Schläiterhaff), lieu-dit
15. Seitert (Säitert), lieu-dit
16. Weilerbach (Weilerbaach)